# Bartolomeo Guidobono

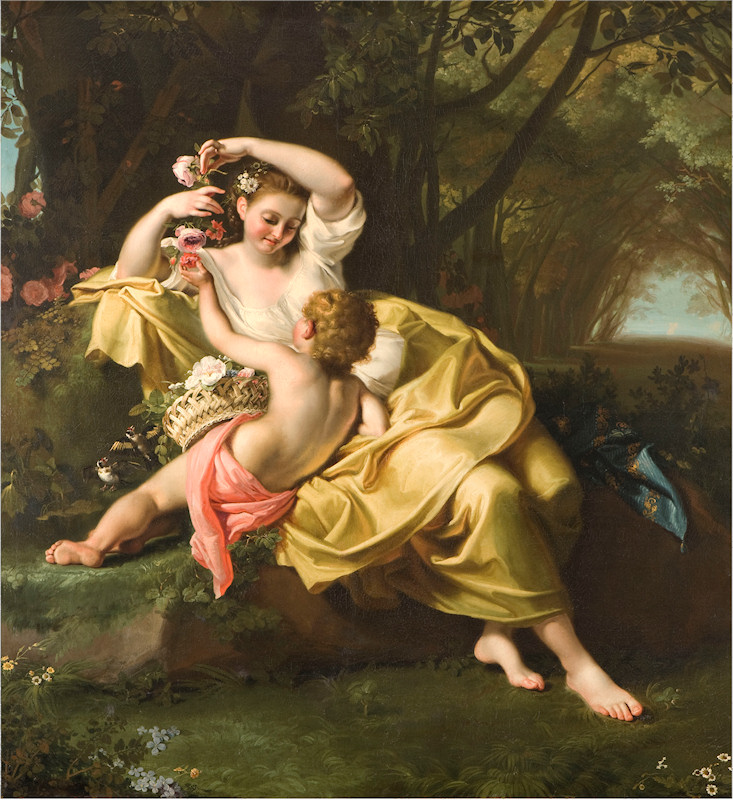
Allegorie des Frühlings, ca. 1700–1709 (?), Öl auf Leinwand (Artgate Fondazione Cariplo)

Bartolomeo  Guidobono, genannt il Prete Savonese („der Priester aus Savona“; * 20. Oktober 1654 in Savona; † 24. Januar 1709 in Turin) war ein italienischer Maler und Freskant des Barock, der hauptsächlich in Genua, Ligurien und in Turin arbeitete.

## Leben
Seine Eltern waren der Keramikmaler Giovanni Antonio Guidobono († 1685) und dessen Frau Geronima Croce. Das Geburtsdatum des 20. Oktober 1654 ist durch den Taufeintrag in der Gemeindekirche von San Giovanni Battista in Savona überliefert (Castelnovi, 1956, S. 243). Auch sein jüngerer Bruder Domenico Guidobono wurde Maler und arbeitete oft mit ihm zusammen.
Von 1674 bis 1679 widmete sich Bartolomeo religiösen Studien, woher sein Beiname prete di Savona rührt.
In seiner Jugend arbeitete er als Dekorateur in der Keramikwerkstatt seines Vaters in Savona und war in dem Metier ein gesuchter und erfolgreicher Künstler. Ihm werden Majoliken zugeschrieben, die das Wappen von Savona und die Initialen „G. B.“ tragen (wenn er mit seinem Bruder zusammenarbeitete, die Initialen „G. B. D.“).
Bald weitete er seine Aktivitäten auf die Fresken- und Ölmalerei aus, worauf sein eigentlicher Ruhm basiert. Als sein Lehrer wird der berühmte Genueser Maler Domenico Piola vermutet, der auf jeden Fall freundschaftliche Beziehungen zur Familie Guidobono hatte, da er auch Taufpate von Bartolomeos Bruder Domenico war.
Piolas Einfluss ist erkennbar an Bartolomeo Guidobonos erster bekannter Freskendekoration, die er 1679–80 in der Cappella della Crocetta beim Santuario di Nostra Signora della Misericordia in seiner Heimatstadt Savona malte, gemeinsam mit dem Quadraturmaler Giovanni Enrico Haffner aus Bologna.

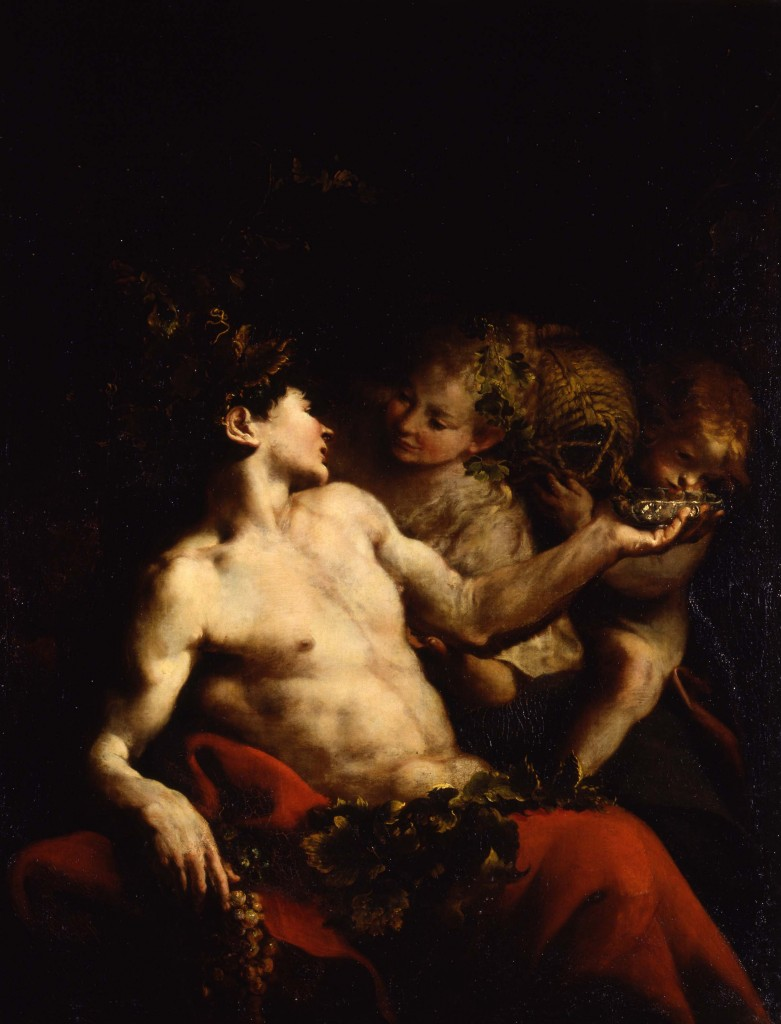
Bacchus, um 1685–90, Öl auf Leinwand, 148 × 118 cm (Museo Palazzo Reale, Genua)

Laut Soprani-Ratti unternahm Bartolomeo Guidobono danach Reisen nach Parma und Venedig (Soprani - Ratti, S. 140), um sich an der Kunst von Correggio und Parmigianino und der venezianischen Tradition weiterzubilden; ein Aufenthalt in Bologna wird vermutet. Der Einfluss Correggios ist in Guidobonos Werk besonders evident. In den Kunstsammlungen von Genua selber studierte er offenbar auch Werke von Giulio Cesare Procaccini, Van Dyck, Valerio Castello sowie von Giovanni Benedetto Castiglione, von dem er Kopien anfertigte.
Dies Alles resultierte in seinem eigenen, malerisch virtuosen Stil von großer Anmut, Grazie und Lieblichkeit und von dekorativer Eleganz. Wie Castiglione bezog er in seinen Bildkompositionen die naturgetreue Darstellung von Stillleben mit ein und war dazu ein Meister von Lichteffekten – in seinen Ölgemälden meistens in einem tenebristischen Chiaroscuro.
Am 31. Juli 1680 erhielt er die Bezahlung für einige Medaillons im Palazzo Ridolfo e Giovanni Francesco Brignole Sale (Palazzo Rosso) in Genua, was der Überlieferung nach Soprani und Ratti (S. 144) widerspricht, die behaupten, er sei zu dieser Zeit bereits in Turin gewesen.
1685 ist Bartolomeo Guidobono dann in Turin nachweisbar, als er die Fresken mit der Geschichte der Savoia im Santuario di Santa Maria di Casanova bei Carmagnola signierte und datierte – ein Auftrag des Abtes Innocenzo Milliavacca. Wahrscheinlich um dieselbe Zeit oder etwas später malte er außerdem Fresken im sogenannten „Appartamento di Madama Felicita“ im Palazzo Reale (Turin).
Guidobonos um 1685 entstandene Verkündigung in der Pinacoteca civica in Savona wird oft mit Domenico Piolas gleichnamigem Altarbild von 1679 verglichen und zeichnet sich durch eine noch größere Weichheit und Zartheit aus (Newcome, 1989).
Um 1690 war er wieder in Genua, wo er die Villen der Grillo und der Durazzo in Pegli bzw. Pino dekorierte (Soprani - Ratti, S. 142) und 1691–92 auch Fresken für Giovanni Francesco dei Brignole im Palazzo Rosso malte. Von all diesen Dekorationen ist so gut wie nichts erhalten. Verloren sind auch die 1692 geschaffenen Fresken Bartolomeo Guidobonos in der Genueser Kirche Santi Giacomo e Filippo, die im Zweiten Weltkrieg zerstört wurde; davon existieren aber einige alte Fotografien (im Besitz der Soprintendenza alle gallerie di Genova).

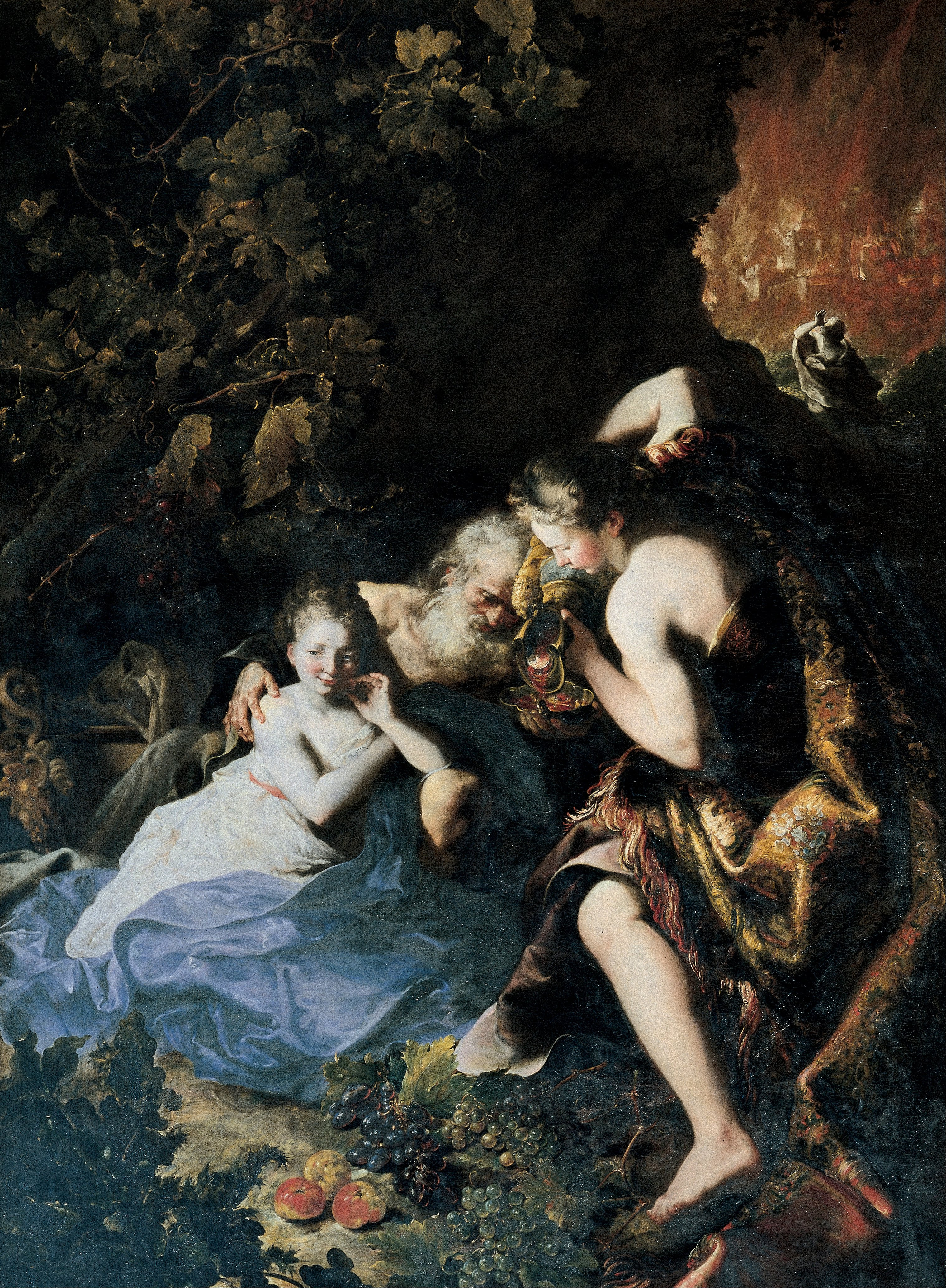
Lot und seine Töchter, 1694–96, Öl auf Leinwand, 224 × 161 cm (Musei di Strada Nuova, Genua)

Um 1694 bis 1696 malte er für einen Salon im zweiten Piano nobile des Palazzo Rosso einen vierteiligen Zyklus über Abraham und Lot. Etwa zur selben Zeit entstanden auch die Fresken in der Galerie und im großen Saal des Palazzo Centurione (heute: P. Cambiaso, piazza Fossatello) in Genua, die teilweise von Giambattista Marinos Adonis inspiriert sind und die bereits typische Stilmerkmale des Rokoko aufweisen.
Neben den großen Dekorationsaufträgen schuf er zahlreiche Ölgemälde über allegorische, mythologische und religiöse Sujets für Privatkunden.
1697 malte er mehrere Fresken in der Krypta der Kirche Nostra Signora Assunta di Carignano (auch genannt santuario della Madonnetta) und für das Refektorium im dazugehörigen Konvent ein Gastmahl in Emmaus.
In einem Prozess gegen einen Kunstfälscher wurde er 1698–99 in Genua als Experte für venezianische Malerei bzw. für Tizian hinzugezogen.
Zu Beginn des neuen Jahrhunderts begab sich Guidobono wieder nach Turin, wo er nachweislich um 1702 das Kuppelfresko in der Kirche Nostra Signora del Pilone malte (Spione, S. 96). Nach 1705 schuf er zusammen mit seinem Bruder Domenico eine ganze Reihe von Werken für Kirche und Kloster San Francesco da Paola (Turin), von denen nur das Fresko mit der Vision des hl. Francesco da Paola erhalten ist, sowie ein Medaillon mit einem Porträt des Heiligen.
In derselben Kirche in Turin wurde Bartolomeo Guidobono nach seinem Tode am 24. Januar 1709 beigesetzt.
Zu seinen Schülern gehören seine Brüder Domenico und Niccolò und Giuseppe Petrini aus Mailand. Sein Werk hatte auch Einfluss auf Daniel Seiter und Stefano Maria Legnani (1660–1715) in Turin.

## Bildergalerie

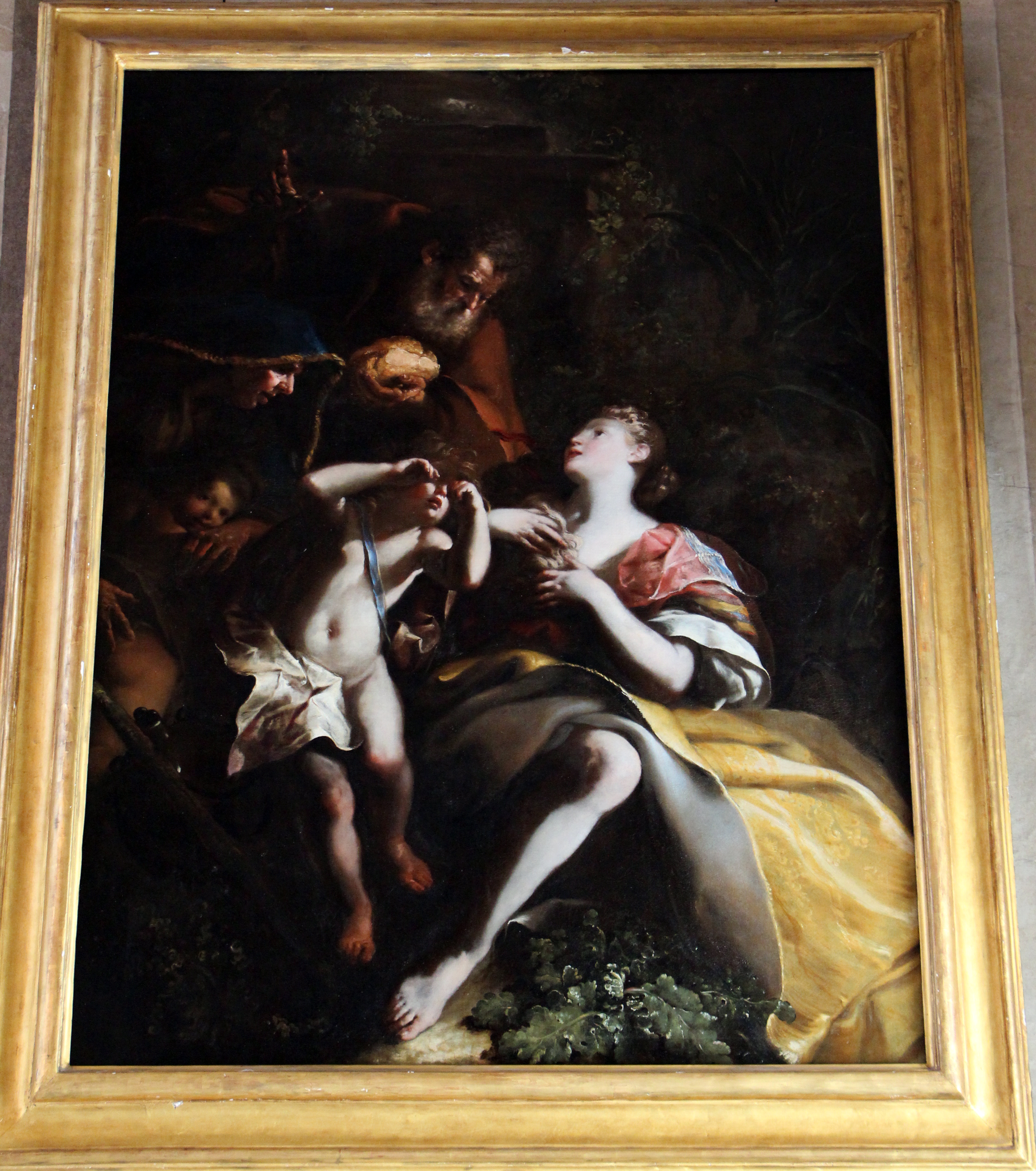
Abraham verbannt Hagar, 1694–96, Öl auf Leinwand (Palazzo Rosso, Genua)
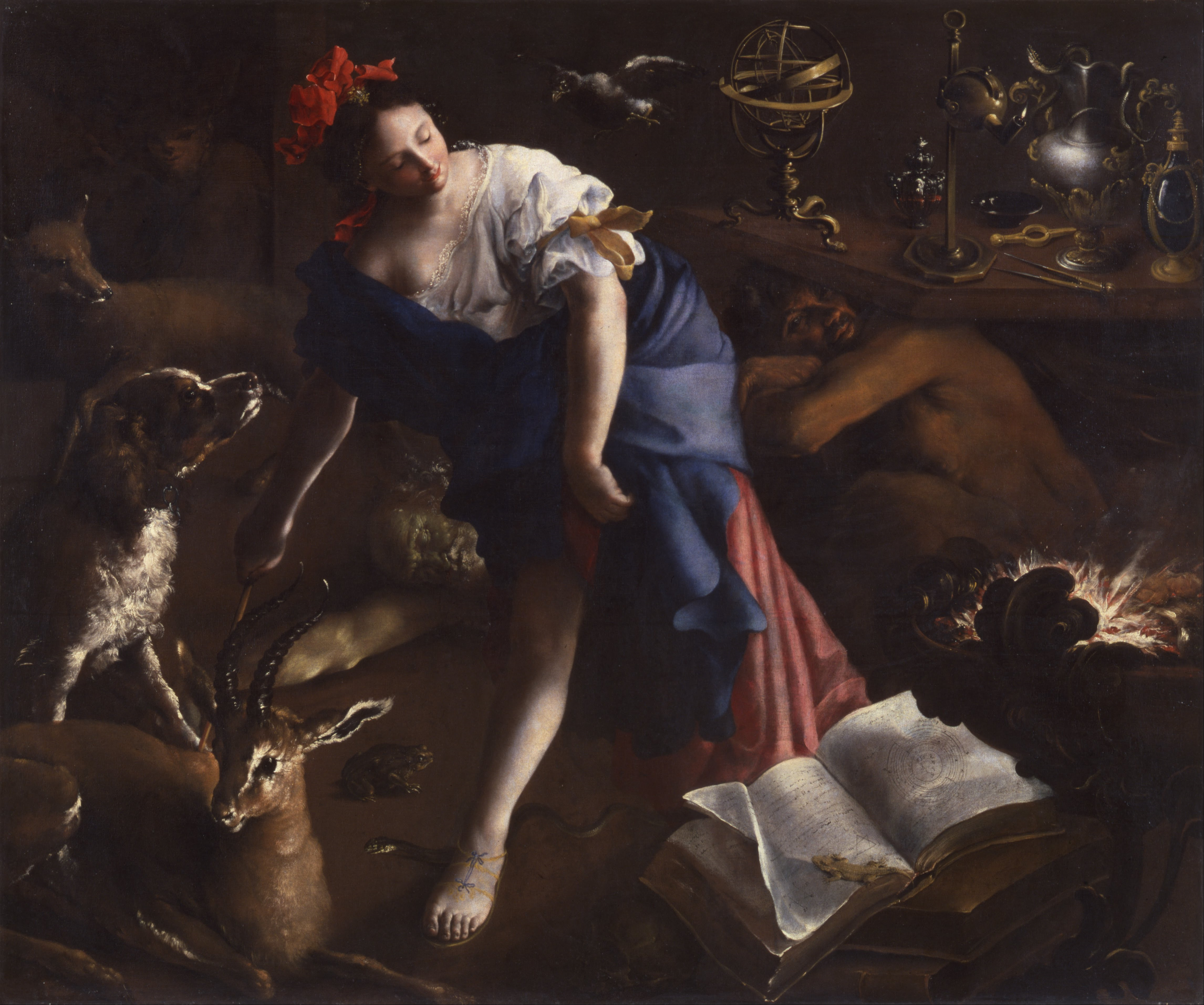
Die Zauberin, um 1690, Öl auf Leinwand, 155,5 × 186,0 cm (Iris & B. Gerald Cantor Center for Visual Arts, Stanford University)
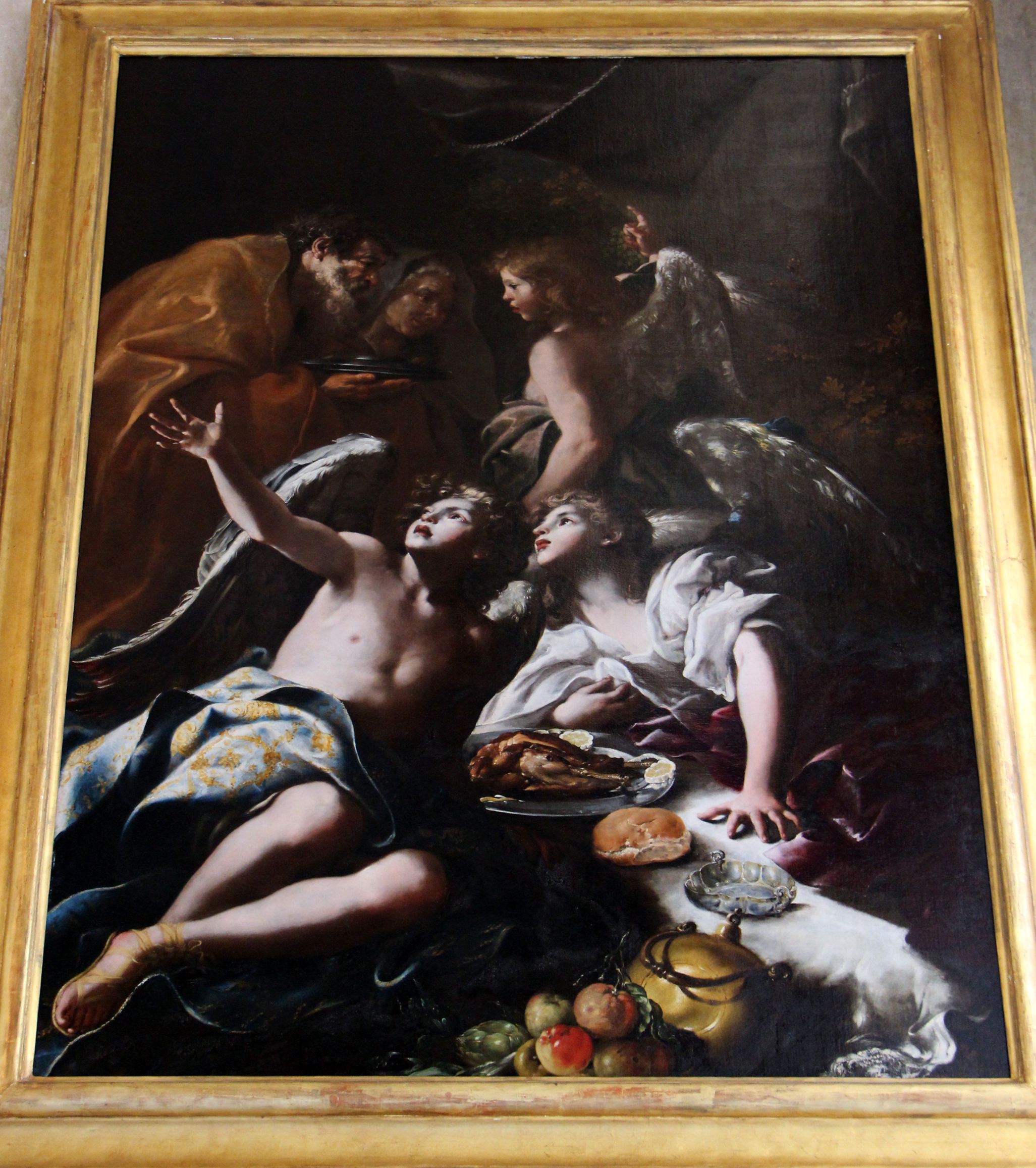
Abraham und die drei Engel, 1694–96, Öl auf Leinwand (Palazzo Rosso, Genua)

## Werke (Auswahl)
- Fresken Die Prozession zum Heiligtum (Kuppel) und Wunder der Madonna (Wände), 1679–80, in der Cappella della Crocetta des Santuario di Nostra Signora della Misericordia, Savona
- Fresko Extase des hl. Franziskus, im Refektorium des Kapuzinerklosters von Savona
- Der ungläubige Thomas, (urspr. in S. Giovanni Battista, Savona) Palazzo vescovile, Savona
- Deckenfresko Der Wagen der Sonne und andere Gottheiten, Palazzo Gavotti, Savona
- Fresken Geschichte der Savoia, Santuario di Santa Maria di Casanova bei Carmagnola, Turin
- Fresken (u. a. Aurora) im „Appartamento di Madama Felicita“, um 1685–88 (?), Palazzo Reale, Turin
- Verkündigung, um 1685, (urspr. für das Santuario di Nostra Signora della Misericordia, Savona) Pinacoteca civica, Savona
- Zyklus über Abraham und Loth (Abraham und die drei Engel, Abraham und Hagar, Der betrunkene Loth und seine Töchter, Loth in Gefangenschaft), um 1694–96, Palazzo Rosso, Genua
- Fresken Venus krönt Adonis (in Galerie), Der Wagen der Juno und Metamorphosen (im Saal), 1690er Jahre, Palazzo Centurione (heute: Cambiaso, piazza Fossatello), Genua.
- Jael und Sisara, Privatsammlung, Genua
- Samson und Dalila, Privatsammlung, Genua
- Fresken Krönung Mariens und Lünetten (Krypta), sowie Gastmahl in Emmaus (Refektorium), 1697, Nostra Signora Assunta di Carignano („santuario della Madonnetta“), Genua
- Madonna mit den Seelen im Purgatorium, 1697–98, Gemeindekirche („parrocchiale“), Montoggio
- Circumcision, 1697–98, San Giorgio di Moneglia
- Kuppelfresko Glorie der hl. Dreifaltigkeit, Nostra Signora del Pilone, Turin

## Einzelanmerkungen
1. 1 2 3 4  Mario Labò: Guidobono, Bartolomeo. In: Enciclopedia on line. Istituto della Enciclopedia Italiana, Rom 1933.
2. 1 2 3 4  Mary Newcome: Guidobono, Bartolomeo [il Prete Savonese], in: Grove Art online (englisch; vollständiger Abruf nur mit Abonnement)
3. 1 2 3 4 5 6 7 8 9 10 11 12 13 14 15 16 17 18 19 20 21 22 23 24  Lucia Casellato: Bartolomeo Guidobono. In:  Dizionario Biografico degli Italiani (DBI).

| Personendaten    | Personendaten                  |
| ---------------- | ------------------------------ |
| NAME             | Guidobono, Bartolomeo          |
| ALTERNATIVNAMEN  | il Prete Savonese              |
| KURZBESCHREIBUNG | italienischer Maler des Barock |
| GEBURTSDATUM     | 20. Oktober 1654               |
| GEBURTSORT       | Savona                         |
| STERBEDATUM      | 24. Januar 1709                |
| STERBEORT        | Turin                          |